# Ignacy Żegota Grzybiński
Ignacy Żegota Grzybiński (ur. 1841 w Tarnopolu, zm. 2 października 1900 we Lwowie) – polski powstaniec styczniowy.
W 1863 r. walczył w oddziałach Dionizego Czachowskiego, potem Leszka Wiśniowskiego. Po powstaniu emigrował do Bułgarii, Serbii i Turcji. W Stambule wstąpił do Kozaków Sułtańskich Michała Czajkowskiego. Pracował jako inżynier.
Po śmierci został pochowany na Cmentarzu Łyczakowskim we Lwowie w honorowym miejscu na tzw. „górce powstańców styczniowych” w rzędzie X. W rzędzie tym spoczywają także m.in. Józef Grekowicz i Władysław Kozłowski.